# Tshumbe flygplats
Tshumbe flygplats är en statlig flygplats vid orten Tshumbe i Kongo-Kinshasa, anlagd av romersk-katolska kyrkan. Den ligger i provinsen Sankuru, i den norra delen av landet, 1 300 km nordost om huvudstaden Kinshasa. Tshumbe flygplats ligger 550 meter över havet. ICAO-koden är FZVJ. Under perioden 2012–2015, den senaste för vilken statistik är tillgänglig, hade flygplatsen ingen trafik.